# Niebla cephalota
Niebla cephalota är en lavart som först beskrevs av Edward Tuckerman, och fick sitt nu gällande namn av Rundel & Bowler. Niebla cephalota ingår i släktet Niebla och familjen Ramalinaceae.   Inga underarter finns listade i Catalogue of Life.